# Phaeoura exoticaria
Phaeoura exoticaria är en fjärilsart som beskrevs av Dyar 1907. Phaeoura exoticaria ingår i släktet Phaeoura och familjen mätare. Inga underarter finns listade i Catalogue of Life.